# Mimotonidae
Mimotonidae es una familia extinta de mamíferos Glires, muy próxima a los lagomorfos aunque no dentro de este orden.

## Clasificación
Esta familia contiene los siguientes géneros:
- Aktashmy (Averianov, 1994)
- Anatolmylus (Averianov, 1994)
- Gomphos (Shevyreva, 1975)
- Mimolagus (Bolin, 1951)
- Mimotona (Li, 1977)
- Zagmys (Dashzeveg et al., 1987)